# Верхній Кожлаял
Верхній Кожлая́л (рос. Верхний Кожлаял, марій. Кӱшыл Кожлаял) — присілок у складі Новотор'яльського району Марій Ел, Росія. Входить до складу Чуксолинського сільського поселення.

## Населення
Населення — 36 осіб (2010; 36 у 2002).
Національний склад (станом на 2002 рік):
- марі — 100 %